# François III de La Valette-Cormusson
François III de La Valette-Cormusson, né vers 1590 et mort à Vabres le 20 novembre 1644, est un prélat français du XVIIe siècle, évêque de Vabres. 

## Biographie

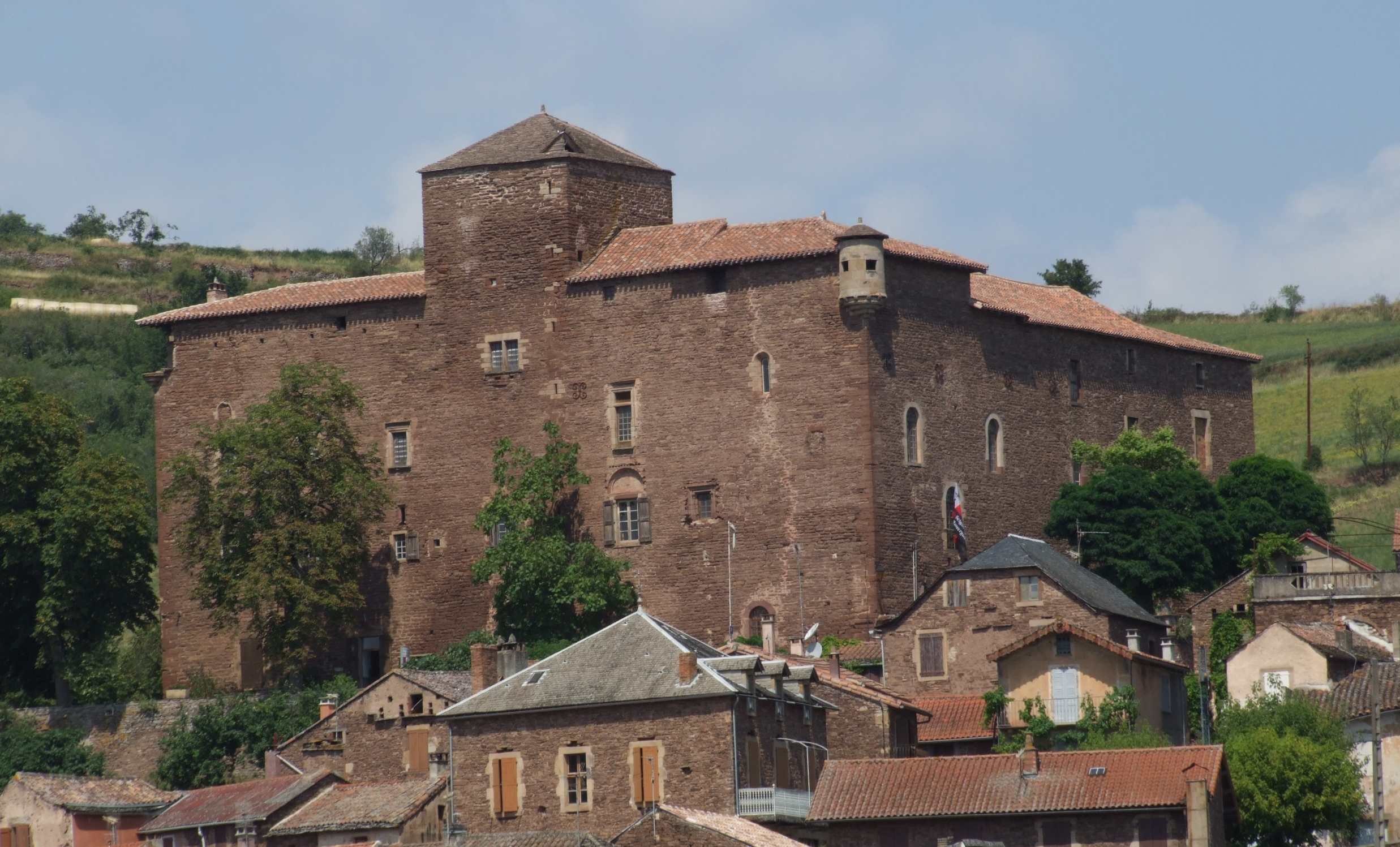
Châteu de Saint-Izaire

Il est le fils de Jean marquis de La Valette, sénéchal de France et gouverneur de Toulouse, et d'Ursule de Loubance de Verdalle.
Le 8 janvier 1618, il est nommé coadjuteur de son oncle François II de La Valette-Cormusson, évêque de Vabres et désigné comme évêque titulaire de Philadelphie-en-Arabie. Il est consacré comme tel en mars par le cardinal Jean de Bonsi.
Comme son oncle, il est abbé commendataire de l'abbaye de Moissac et obtient la sécularisation de cette abbaye, qui était encore régulière. François de Valette-Cormusson est évêque de Vabres de 1622 à 1644 en succession de son oncle. Il commence la réalisation de nouveaux appartements au château de Saint-Izaire en 1639 et 1644, laquelle se poursuit jusqu’à Louis de Baradat, 23e évêque et filleul de Louis XIV. La Valette préside au Concile provincial de Villefranche-de-Rouergue en 1625 et à l'Assemblée du clergé de France tenue en 1644.